# برایان مور (بازیکن فوتبال، زاده ۱۹۳۸)
برایان مور (انگلیسی: Brian Moore؛ زادهٔ ۲۴ دسامبر ۱۹۳۸) بازیکن فوتبال است.
از باشگاه‌هایی که در آن بازی کرده‌است می‌توان به باشگاه فوتبال برتون آلبیون اشاره کرد.